# Aratinga
Aratinga (del tupí-guaraní ará tinga, lit. "loro brillante" o "ave brilante")es un género de aves psitaciformes sudamericanas de la familia Psittacidae. Muchas especies son populares mascotas, aunque son más grandes que las del género Pyrrhura, necesitando un aviario suficientemente grande para su supervivencia.
La taxonomía de este género se ha resuelto recientemente dividiéndolo en cuatro géneros, ya que el género como se definió anteriormente era parafilético. Las especies del complejo Aratinga solstitialis se mantuvieron en este género, mientras que otras especies anteriores de Aratinga se trasladaron a Eupsittula, Psittacara, Guaruba y Thectocercus. Además, la estrechamente relacionada aratinga ñanday  (Aratinga nenday) y la aratinga cabecifusca (Aratinga weddellii) se ubican en este género. La aratinga ñanday se colocó previamente en su propio género en función de las diferencias en la coloración y la mandíbula superior alargada, pero esto no fue respaldado por estudios filogenéticos que mostraron una relación cercana con el complejo de especies A. solstitialis.

## Especies
| Aratinga              | Aratinga                   | Aratinga | Aratinga                                                                             |
| Nombre científico     | Nombre común               | Imagen   | Distribución                                                                         |
| --------------------- | -------------------------- | -------- | ------------------------------------------------------------------------------------ |
| Aratinga solstitialis | Cotorrita del sol          |          | América del Sur                                                                      |
| Aratinga maculata     | Cotorrita pechisulfúrea    |          | Brasil y Surinam                                                                     |
| Aratinga jandaya      | Cotorrita jandaya          |          | Brasil                                                                               |
| Aratinga auricapillus | Cotorrita de cabeza dorada |          | Brasil                                                                               |
| Aratinga weddellii    | Cotorrita cabecifusca      |          | Bolivia, Brasil, Colombia, Ecuador y Perú                                            |
| Aratinga nenday       | Cotorrita ñanday           |          | Sureste de Bolivia al suroeste de Brasil, el centro de Paraguay y norte de Argentina |
| Aratinga labati       | Cotorrita de Guadalupe     |          | Extinto, habitaba en la isla de Guadalupe                                            |
| Aratinga vorohuensis  |                            |          | Extinta, descrita por fósiles del Piacenziense hallados en Argentina                 |

Una especie extinta del Piacenziense en Ecuador fue descrita como Aratinga roosevelti.
Varias de las especies pertenecientes al género Aratinga se han transferido a los géneros Eupsittula, Psittacara, Guaruba y Thectocercus.